# Ruta Provincial 305 (Tucumán)
La Ruta Provincial 305 es una carretera de Tucumán, Argentina, que une el límite interprovincial con la Provincia de Salta y San Miguel de Tucumán. Esta carretera se encuentra pavimentada, excepto en el tramo entre la Ruta Provincial 321 y el límite con Salta. 
En 2015, a raíz de las inundaciones sufridas en marzo del mismo año, el puente que cruza el río Salas y une El Sunchal y Villa Padre Monti colapsó. Por esta razón, se reconstruyó el puente, siendo inaugurado el 1 de noviembre de 2017 por el gobernador Juan Manzur. El nuevo puente posee 75 metros de largo y 12 metros de ancho para circulación de vehículos, además de veredas peatonales. En 2019, se propuso pavimentar el camino entre la intersección con la ruta 321 y Río Nio. 

## Localidades
Las localidades por las que pasa son las siguientes:
- Departamento Tafí Viejo: Las Talitas.

- Departamento Burruyacu: El Timbó, El Naranjo y El Sunchal, Chorrillos y Villa Padre Monti.